# Ausserferrera
Ausserferrera (rätoromanska: Farera ) är en ort och tidigare kommun i regionen Viamala i kantonen Graubünden, Schweiz. Den ingår sedan 2008 i kommunen Ferrera.